# Pynk
"Pynk" é uma canção gravada pela cantora e compositora norte-americana Janelle Monáe, para seu terceiro álbum de estúdio, Dirty Computer (2018), em colaboração com a cantora canadense Grimes. A canção contém uma interpolação de "Pink", da banda Aerosmith, com a qual os membros foram creditados.
"Pynk" foi nomeada ao MTV Video Music Awards de 2018 na categoria de Vídeo com Mensagem. Foi, ainda, nomeada ao Grammy Awards de 2019, para Melhor Videoclipe.

## Recepção crítica
Eve Barlow, da publicação Pitchfork, selecionou a canção como Melhor Faixa, afirmando que "[Pynk] é uma expressão de unidade e um apelo para que as pessoas vejam além do gênero."